# Quique Andreu
Enrique Andreu Balbuena, més conegut com a Quique Andreu (València, 20 d'octubre de 1967) és un exjugador de bàsquet valencià dels anys 80 i 90. Mesura 2,07 metres d'altura i jugava en la posició de pivot.

## Carrera esportiva
Es va formar al San José València, començant a jugar a Primera B al Llíria. Va debutar a la Lliga ACB com a jugador del CAI Saragossa, en la temporada 1988-89. I ja en la seva primera temporada va destacar per la seva gran capacitat defensiva i rebotejadora, sent triat "Millor debutant" de la temporada per la revista "Gigantes del Basket". Amb el Saragossa es va proclamar campió de la Copa del Rei el 1990 i va disputar la final de la Recopa d'Europa de Bàsquet de 1991.
L'any 1993 va ser fitxat pel FC Barcelona per 70 milions de pessetes. Va jugar cinc temporades al club català, amb el qual va guanyar tres Lligues ACB (1995, 1996 i 1997) i una Copa del Rei (1994). La temporada 1998-99 va fitxar pel Club Joventut Badalona, en el qual va jugar dues temporades. Quique Andreu es va retirar de la pràctica activa del bàsquet a la finalització de la temporada 2000-01, després de jugar la seva última campanya al Ionikos Neas Filadelfeias BC de la lliga grega.

### Selecció espanyola
Va jugar 80 partits amb la selecció espanyola, amb la qual va conquistar la medalla de bronze en l'Eurobasket de Roma 1991. En total, Andreu va participar amb la selecció en dues edicions de l'Eurobasket (1989 i 1991), un Mundobasket (1990) i dos Jocs Olímpics (1988 i 1992). Amb la selecció Promeses ja havia aconseguit la medalla de bronze en la Universiada de Zagreb de 1987 i amb la selecció sub'22 va guanyar la medalla d'or al Mundobasket de la categoria disputat a Andorra (Terol) el 1989.